# Agbangnizoun
Agbangnizoun är en kommun i departementet Zou i Benin.